# ياسر حبيب
ياسر حبيب هو مطرب إماراتي وملحن، يغني بلون خاص به، وغالباً ما يستخدم الإيقاعات الهندية في معظم أغانيه. قليل الظهور في وسائل الإعلام.

## حياته
كانت بداياته الغنائية في صيف 1990 م، عندما أصدر ألبوم يحتوي على أغنية «علموك» التي لاقت شهرة وذاع صيتها في دول الخليج العربية. وفي عام 1997 م، التحق ياسر حبيب بدورة لهندسة الصوت والتسجيل واستعمال الأجهزة الحديثة لمدة ثلاثة أشهر في معهد SAE العالمي بفيينا. أسس أستوديو متكامل وأسماه «ياسر ساوند للإنتاج الفني» تعامل من خلاله مع عدد من المغنين من حيث تلحين الأغاني والإنتاج.
شارك في عدد من المهرجانات في الفترة ما بين 1990 و1994 ، منها مهرجانين لصالح المتضررين في حرب الخليج، قام بتنظيمهما بنفسه وهما مهرجان العودة إلى الكويت ومهرجان معاً إلى الأبد. كما أنه شارك في مهرجان الطفل المعاق، الذي أُقيم على مستوى دولة الإمارات العربية المتحدة في سنة 1994 م، شارك في مهرجان الطفل العالمي في برلين حيث قام بأداء أغنيتين باللغة العربية، كانت مواضيع الأغنيات تتعلق بفقدان الأطفال لحقوقهم الإنسانية في بعض بلدان العالم. وفي أواخر سنة 1994 قرر عدم العودة إلى الغناء إلا بعد تأهله تأهيلاً جيداُ، فقام برحلة استكشافية موسيقية امتدت إلى مصر ولبنان وتركيا وعدد من البلدان الأخرى «للإنخرط في الوسط الفني» على حد تعبيره. والتعلم والتعرف على تقنيات الصوت وأنواع الأجهزة والآلات وكل ما هو جديد في عالم الموسيقى. واستمرت رحلة العلم تلك حتى عام 1996.
وفي صيف عام 2000، وقع مع شركة EMI للموسيقى العربية عقده الأول لإصدار ألبوم جديد، الألبوم الذي تعتبره الشركة نقطة تحول في حياة ياسر الفنية والمهنية. أما هو فيقول «أعتبره أول ألبوم حقيقي لي». كما أشرف على توزيعه وتوفير جميع متطلباته أيضا خوفا من الوقوع في الخطأ الذي يقع فيه معظم الفنانين الجدد.
من بين الأغنيات التي تضمنها الألبوم هي «إلى ما» باللهجة اليمنية التي تعني «إلى متى»، وهي أغنية من التراث اليمني اكتشفها ياسر في إحدى رحلاته إلى صنعاء واعجب بها كثيرا حتى قرر غناءها بصوته فأعاد توزيعها. أما ألحانها فتعتبر من الفلكلور الهندي القديم. كما تعتبر أغني «فز الخفوق» فنستمع من خلالها إلى اللهجة الإمارات العربية المتحدة الإماراتية واللحن الخليجي التقليدي. أغنية «حكايات الحنان» ذات لحن تركي أصيل. تحتوي أغنية «آسف» على صوت الإيتار التركي كما نستمع إلى الآلات الفارسية في أغنية «إنسان ثاني».
فاق ألبوم ياسر حبيب التوقعات بالنسبة لمبيعاته حيث حطم الأرقام القياسية خلال الأسبوع الأول من طرحه وحصل على «الأسطوانة الذهبية» واعتبر هذا الألبوم الأسرع مبيعا على الإطلاق. أما أغنية «إلى ما» من نفس الألبوم التي صورت على طريقة الفيديو كليب، نالت استحسانا قويا لدى الجمهور العربي ووصلت إلى الأرقام الأولى في قائمات الأغاني العربية في أقل من شهر من تاريخ إصدار الألبوم.
أصدر مؤخراً مجموعة أغاني «مفردة» لاقت استحسان من الجمهور الخليجي مثل أغنية «زنقه زنقه»، وأغنية «سحر الكون» وأغنية «فله شمعه منوره».